# Cachoeirinha
Cachoeirinha egy község (município) Brazíliában, Rio Grande do Sul államban, Porto Alegre metropolisz-övezetében (Região Metropolitana de Porto Alegre, RMPA). 2021-ben a község népességét 132 144 főre becsülték.

## Története
Területe João Batista Soares da Silveira e Souza birtokát képezte, és Gravataíhoz tartozott. Souza halála után, 1923-ban az örökösök felosztották és eladták a birtokot, és ekkor kezdődött Vila Cachoeirinha kialakulása. Nevét („kis vízesés”) a Gravataí folyó közeli vízeséséről kapta. A vízesést létrehozó sziklát 1928-ban felrobbantották, hogy lehetővé tegyék a hajózást Santo Antônio da Patrulha és Porto Alegre között.
Az állami székhelyhez való közelsége miatt a vidék nagy ütemben fejlődött. 1957-ben Gravataí község kerületének nyilvánították. 1965-ben függetlenedett és 1966-ban önálló községgé alakult. Gazdasága a 20. század közepéig a gyümölcstermesztésre és szarvasmarha-tenyésztésre összpontosult, azonban az 1970-es évektől szerteágazott, ipari létesítmények alakultak, és az állam különböző régióiból, sőt még Santa Catarinából is érkeztek munkások. Ebben az évtizedben Cachoeirinha volt az állam egyik legnagyobb népességnövekedésű községe. Ez gazdasági fellendülést vont maga után, az ipari parkban a világpiacon versenyképes vállalatok telepedtek meg, főként a dohányipari, gépipari, kohászati ágazatokban.

## Leírása
Székhelye Cachoeirinha, további kerületei nincsenek. Jelentős ipara; többek között itt van a Souza Cruz (Latin-Amerika legnagyobb dohánygyára) egyik telephelye. Stratégiai elhelyezkedése miatt (határos Porto Alegre, Alvorada, Canoas, Esteio, Gravataí, Sapucaia do Sul községekkel) fontos logisztikai csomópont. Az állam egyik legvonzóbb községe mind a befektetéseket, mind az életkörülményeket illetően.